# Lithostege angelicata
Lithostege angelicata är en fjärilsart som beskrevs av Dyar 1923. Lithostege angelicata ingår i släktet Lithostege och familjen mätare. Inga underarter finns listade i Catalogue of Life.